# Ca n'Arnella (Terrassa)
Ca n'Arnella és un edifici de Terrassa (Vallès Occidental) protegit com a bé cultural d'interès local.

## Descripció
És un edifici format per diferents cossos de diverses èpoques. El cos principal és de planta rectangular i consta de planta baixa, pis i graner. La façana principal està orientada a migdia, és perpendicular al carener i de composició simètrica, fet que es reflecteix a la teulada de vessants desiguals. Presenta portal adovellat a la planta baixa i balconada al pis. La porta està decorada amb relleus i s'uneix a la galeria de ponent, de confecció contemporània. El conjunt queda tancat al voltant d'un pati, on donen les dependències annexes així com el cos de la galeria i la capella.

## Història
Hi ha documents de la seva existència des del 1300. L'obra però ha estat molt restaurada i es coneix una reforma important del 1941.